# Эйдриан (тауншип, Миннесота)
Эйдриан (англ. Adrian) — тауншип в округе Уотонуан, Миннесота, США. На 2000 год его население составило 173 человека.

## География
По данным Бюро переписи населения США площадь тауншипа составляет 92,2 км², из которых 89,9 км² занимает суша, а 2,3 км² — вода (2,45 %).

## Демография
По данным переписи населения 2000 года здесь находились 173 человека, 80 домохозяйств и 56 семей. Плотность населения —  1,9 чел./км². На территории тауншипа расположено 92 постройки со средней плотностью 1,0 построек на один квадратный километр. Расовый состав населения: 95,38 % белых, 0,58 % афроамериканцев, 3,47 % — других рас США и 0,58 % приходится на две или более других рас. Испанцы или латиноамериканцы любой расы составляли 5,20 % от популяции тауншипа.
Из 80 домохозяйств в 20,0 % воспитывались дети до 18 лет, в 66,3 % проживали супружеские пары, в 2,5 % проживали незамужние женщины и в 30,0 % домохозяйств проживали несемейные люди. 27,5 % домохозяйств состояли из одного человека, при том 12,5 % из — одиноких пожилых людей старше 65 лет. Средний размер домохозяйства — 2,16, а семьи — 2,59 человека.
16,2 % населения — младше 18 лет, 4,6 % — в возрасте от 18 до 24 лет, 13,3 % — от 25 до 44, 41,6 % — от 45 до 64, и 24,3 % — старше 65 лет. Средний возраст — 50 лет. На каждые 100 женщин приходилось 108,4 мужчин. На каждые 100 женщин старше 18 приходилось 110,1 мужчин.
Средний годовой доход домохозяйства составлял 41 875 долларов, а средний годовой доход семьи —  45 750 долларов. Средний доход мужчин —  29 688  долларов, в то время как у женщин — 17 292. Доход на душу населения составил 22 279 долларов. За чертой бедности находились 3,1 % семей и 5,2 % всего населения тауншипа, из которых 7,7 % старше 65 лет.